# Вук Мандушић
Вук Мандушић (умро 31. јула 1648) био је capo direttore Морлачке војске, један од најистакнутијих харамбаша у Далматинској Загори, који се борио против Османског царства у Кандијском рату. Он је један од чувених јунака српске епске поезије. Петар II Петровић Његош обесмртио је Вука Мандушића у „Горском вијенцу”.

## Рани и лични живот
Вука Мандушића су називали Морлахом или Влахом, а његово родно мјесто је непознато, али генерално се сматра да је рођен негдје у Далматинској Загори. Неколико мјеста у залеђу данашње Шибенско-книнске жупаније се сматра могућим мјестима рођења, међу којима су: Рупе код Скрадина, према усменој традицији коју је 1756. године сачувао франачки монах Андрија Качић Миошић, и Петрово поље. Пошто је Вук Мандушић опјеван у Његошевом дјелу, које је из 19. вијека, дјело је било под утицајем додатних теорија, да је из Велестова и да је хајдуковао у Котарима или да су поријеклом из Тетова (данашња Северна Македонија), прије него што су се населили у Средску код Призрена, док остали трвде да је то друга особа са истим именом.
Усвојио је свог нећака Тадију Вранчића, који се касније потписивао као Мандушић. Након Вукове смрти Тадија га је замијенио на мјесту команданта шибеничких ускока.
Крајем фебруара 1648. године, упао је у млетачку Далмацију са Власима из Петровог поља, гдје је борбе водио око пет мјесеци.

## Каријера
Током Кандијског рата (1645—1669), била је потребна чврста организација, са официром који је био командант неколико харамбаша. У почетку је ова позиција била неутврђена. Свештеник Стјепан Ш/Сорић се наводио као governator delli Morlachi, Петар Смиљанић као capo, Вук Мандушић као capo direttore, Јанко Митровић као capo principale de Morlachi, Јован Драчевац као governator и многи други. „Ускочка” или „морлачка” војска имала је мање од 1.500 бораца.
Прве информације о Мандушићу датирају из фебруара 1648. године, када се помиње млетачки напад на Дрниш и Книн, у коме је Мандушић имао значајну улогу. У марту и мају исте године, учествовао је у ослобађању Клиса и Кључа (са 175 бораца). Млетачки командант Леонардно Фосколо спомиње Мандушића у свом обавјештењу од 3. јула због пљачкања Кључа и и осменске територије.
Фосколо 11. јула спомиње златну медаљу коју је Стјепан С/Шорић добио исте године у јуну, иако је  храбар војник и има нешто присташа, не може да рачуна на послух, јер са војницима није дарежљив, док би за капетана Мандушића дошла друга колајна једнака Шорићевој, а он је занаго заслужује, то би њему приштедило горчину искључења, а нацији би послужило на велику утјеху, јер је он на Крајини цијењен више него иједан други.